# Plagiolepis grassei
Plagiolepis grassei is een mierensoort uit de onderfamilie van de schubmieren (Formicinae). De wetenschappelijke naam van de soort is voor het eerst geldig gepubliceerd in 1956 door Le Masne.